# Butowa Kurja
Butowa Kurja (ros. Бутова Курья) – wieś w Rosji, w rejonie nikolskim obwodu wołogodzkiego. W 2010 r. liczyła 154 mieszkańców.